# Liste de sondages sur les élections législatives françaises de 1993
Pour un article plus général, voir Élections législatives françaises de 1993.
Cette page dresse la liste des sondages d'opinions relatifs aux élections législatives françaises de 1993.

## Intervalle de confiance

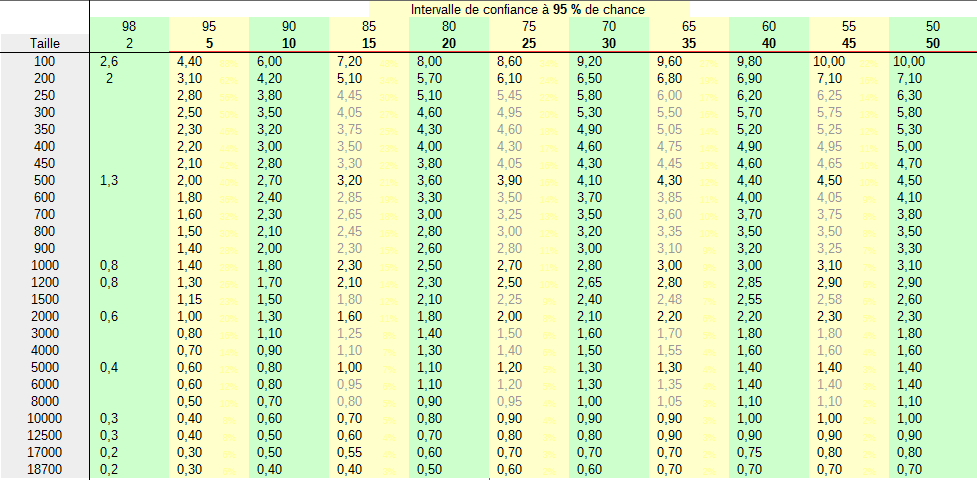
Intervalle de confiance à 95 % de chance.

La plupart des sondages sont publiés accompagnés d'une présentation des intervalles de confiance à 95 %. Le tableau résume les intervalles de confiance selon la taille de l’échantillon (ou du sous-échantillon).
Si pour un échantillon (sous-échantillon) de 1 000 personnes le candidat reçoit 10 % (ou 90 %) d'intentions de vote, l'incertitude est de 3 points pour un niveau de confiance de 95 %. Il y a donc 95 % de chance que son score soit compris entre 7  et   13 % (respectivement 87 % - 93 %). 
En fait, l'incertitude est inférieure pour des effectifs stratitifés comme avec la méthode des quotas. À noter que la base de comparaison doit être cohérente : il faut soit donner le pourcentage par rapport à l'effectif total y compris abstention, blanc et NSPP, soit N doit être limité aux intentions de vote pour un candidat quant l'on veut que la somme des scores fasse 100 % comme ci-dessous. Par exemple à 25 % d'abstention, 1 000 sondés ne correspondent qu'à 750 exprimés pour un candidat, ce qui monte l'incertitude à +- 3,6 %.

## Sondages

### Premier tour

#### Synthèses graphiques
| Intentions de votes du 1er janvier 1993 au premier tour |
| |
| |
| Intentions de votes des élections de 1988 au 31 décembre 1992 |
| |
| - Union pour la France (RPR, UDF, Divers droite) - Parti socialiste et alliés (MRG, Divers gauche) - Front national - Parti communiste français - Entente des écologistes (GÉ, Les Verts) |

#### Résultats détaillés
Le scrutin uninominal majoritaire à deux tours rend difficile les projections en sièges. Les sondeurs se concentrent donc majoritairement sur les intentions de vote et non sur les projections en siège.
| Dernier jour du sondage | EXG | PCF  | PS   | DVG  | Verts | GÉ   | DVD    | UDF    | RPR    | FN   | DIV | Sondeur      | Échantillon |
| ----------------------- | --- | ---- | ---- | ---- | ----- | ---- | ------ | ------ | ------ | ---- | --- | ------------ | ----------- |
| Dernier jour du sondage |     |      |      |      |       |      |        |        |        |      |     | Sondeur      | Échantillon |
| 12 mars 1993            | 1   | 9    | 19   | 1    | 14    | 14   | 2      | 39 %   | 39 %   | 10   | 1   | Ipsos        | NC          |
| 11 mars 1993            | NC  | 9    | 18   | 18   | 12    | 12   | 39 %   | 39 %   | 39 %   | 12   | 10  | Ipsos        | NC          |
| 11 mars 1993            | 1   | 8    | 20   | 20   | 16    | 16   | 41 %   | 41 %   | 41 %   | 11   | NC  | Ipsos        | NC          |
| 10 mars 1993            | NC  | 9    | 21   | NC   | 14    | 14   | NC     | 41 %   | 41 %   | 11,5 | NC  | Sofres       | NC          |
| 6 mars 1993             | NC  | NC   | 22   | NC   | NC    | NC   | NC     | 39,5 % | 39,5 % | NC   | NC  | Ifop         | 1 000       |
| 6 mars 1993             | 1   | 8    | 19   | 1    | 15    | 15   | 3      | 40 %   | 40 %   | 12   | NC  | Ipsos        | NC          |
| 6 mars 1993             | 1   | 9    | 22   | 1    | 13    | 13   | 3      | 38 %   | 38 %   | 11   | 1   | Ipsos        | NC          |
| 6 mars 1993             | 1   | 9    | 22   | 22   | 14    | 14   | 2      | 39 %   | 39 %   | 10   | NC  | Ipsos        | NC          |
| 4 mars 1993             | NC  | 9    | 18   | NC   | 14,5  | 14,5 | NC     | 42 %   | 42 %   | 13   | NC  | BVA          | 965         |
| 27 février 1993         | 1   | 9    | 19   | 19   | 16    | 16   | 2      | 40 %   | 40 %   | 11   | NC  | Ipsos        | NC          |
| 25 février 1993         | 1   | 8    | 20   | 0,5  | 15    | 15   | 2      | 18,5 % | 23 %   | 12   | NC  | Ipsos        | 1 000       |
| 25 février 1993         | 1   | 8    | 22   | 1    | 15    | 15   | 3      | 38 %   | 38 %   | 11   | NC  | Ipsos        | 1 000       |
| 13 février 1993         | 1   | 9    | 19   | 19   | 15    | 15   | 2      | 41 %   | 41 %   | 11   | NC  | Ipsos        | 1 002       |
| 10 février 1993         | NC  | 8    | 21   | NC   | 15    | 15   | NC     | 18,5 % | 21,5 % | 12   | NC  | Sofres       | 1 000       |
| 4 février 1993          | 0   | 9    | 20   | 1    | 17    | 17   | 2      | 39 %   | 39 %   | 12   | NC  | Ipsos        | NC          |
| 31 janvier 1993         | NC  | 8    | 21   | NC   | 16    | 16   | NC     | 40 %   | 40 %   | 11,5 | NC  | Sofres       | NC          |
| 31 janvier 1993         | 1   | 8    | 19   | 19   | 17    | 17   | 43 %   | 43 %   | 43 %   | 12   | NC  | Ipsos        | NC          |
| 31 janvier 1993         | NC  | NC   | 19   | NC   | 17    | 17   | NC     | 43 %   | 43 %   | 12   | NC  | Ifop,        | NC          |
| 27 janvier 1993         | NC  | 8    | 21   | 21   | 16    | 16   | 42 %   | 42 %   | 42 %   | 11,5 | NC  | Sofres,      | 1 000       |
| 27 janvier 1993         | 1   | 8    | 20   | 1    | 16    | 16   | 2      | 40 %   | 40 %   | 11   | NC  | Ipsos        | NC          |
| 20 janvier 1993         | 0,5 | 9    | 19,5 | 1    | 19    | 19   | 41 %   | 41 %   | 41 %   | 11   | NC  | BVA          | 2 033       |
| 19 janvier 1993         | 2   | 8    | 17   | 17   | 19    | 19   | 41 %   | 41 %   | 41 %   | 12   | NC  | Ipsos        | NC          |
| 19 janvier 1993         | 2   | 8    | 17,5 | 17,5 | 19    | 19   | 41 %   | 41 %   | 41 %   | 12,5 | NC  | CSA          | 808         |
| 9 janvier 1993          | NC  | 8    | 21   | 21   | NC    | NC   | 41 %   | 41 %   | 41 %   | 11   | NC  | Sofres,      | NC          |
| 9 janvier 1993          | 1   | 8    | 19   | 19   | 18    | 18   | 43 %   | 43 %   | 43 %   | 10   | 1   | Ipsos        | 1 007       |
| 9 janvier 1993          | 1   | 8    | 21   | 0    | 16    | 16   | 1      | 41 %   | 41 %   | 11   | 1   | Ipsos        | 1 000       |
| 7 janvier 1993          | 0   | 8    | 20   | 1    | 15    | 15   | 2      | 41 %   | 41 %   | 11   | 2   | Ipsos        | NC          |
| 7 janvier 1993          | NC  | 8,5  | 21   | 21   | 15    | 15   | NC     | 41,5 % | 41,5 % | 11,5 | NC  | BVA          | 2 018       |
| 19 décembre 1992        | 1   | 28   | 28   | 28   | 17    | 17   | 42 %   | 42 %   | 42 %   | 12   | NC  | Ipsos        | NC          |
| 18 décembre 1992        | NC  | 29,5 | 29,5 | 29,5 | 15    | 15   | 44,5 % | 44,5 % | 44,5 % | 11   | NC  | BVA          | 3 610       |
| 12 décembre 1992        | 2   | 8    | 21   | 21   | 15    | 15   | 2      | 41 %   | 41 %   | 11   | NC  | Ipsos        | 1 005       |
| 14 novembre 1992        | 1,5 | 8    | 22   | 22   | 13    | 13   | 2      | 41 %   | 41 %   | 12,5 | NC  | Ipsos        | 1 008       |
| 28 octobre 1992         | 1   | 7    | 18   | 18   | 17    | 17   | 44 %   | 44 %   | 44 %   | 16   | NC  | Ipsos        | 1 834       |
| 26 septembre 1992       | NC  | NC   | 20   | 20   | NC    | NC   | 44 %   | 44 %   | 44 %   | NC   | NC  | Louis Harris | 1 003       |
| 13 avril 1992           | 1,5 | 8    | 21   | 21   | 6     | 9,5  | NC     | 14 %   | 28 %   | 12   | NC  | Ipsos        | 4 000       |
| 22 mars 1992            | 2   | 8    | 22   | 22   | 8     | 10   | NC     | 13 %   | 23 %   | 14   | NC  | Ipsos        | 4 000       |
| 19 février 1992         | NC  | 8    | 17,5 | NC   | 9     | 8    | NC     | 12 %   | 28 %   | 15,5 | NC  | BVA          | NC          |
| 5 février 1992          | 8   | 8    | 20   | 20   | 11    | 6    | 39 %   | 39 %   | 39 %   | 16   | NC  | Ipsos        | NC          |
| 20 novembre 1991        | 2   | 7    | 21   | 21   | 13    | 13   | NC     | 14 %   | 28 %   | 15   | NC  | Ipsos        | 3 632       |
| 18 juillet 1991         | 1   | 7    | 26,5 | 26,5 | 13    | 13   | NC     | 11,5 % | 26,5 % | 14,5 | NC  | Ipsos        | 1 006       |
| 20 mai 1991             | 1   | 8    | 28   | 28   | 14    | 14   | NC     | 11 %   | 26 %   | 10   | NC  | Ipsos        | 2 904       |
| 30 mars 1991            | 2   | 7,5  | 29,5 | 29,5 | 13    | 13   | NC     | 11 %   | 27 %   | 10   | NC  | Ipsos        | 1 006       |
| 21 février 1991         | 2   | 7,5  | 30   | 30   | 12    | 12   | NC     | 11,5 % | 27 %   | 10   | NC  | Ipsos        | 1 000       |
| 19 décembre 1990        | 2   | 7    | 29   | 29   | 14    | 14   | NC     | 11 %   | 25 %   | 12   | NC  | Ipsos        | NC          |
| 7 août 1990             | 1,5 | 7    | 28   | 28   | 14    | 14   | NC     | 11 %   | 24 %   | 14,5 | NC  | Ipsos        | 1 801       |
| 21 juin 1990            | 1   | 8    | 30,5 | 30,5 | 13,5  | 13,5 | NC     | 11 %   | 25 %   | 11   | NC  | Ipsos        | 900         |
| 30 mai 1990             | 1   | 8    | 30   | 30   | 15    | 15   | NC     | 10,5 % | 26 %   | 9,5  | NC  | Ipsos        | 904         |
| 29 avril 1990           | 2   | 7    | 28   | 28   | 12,5  | 12,5 | NC     | 10 %   | 25 %   | 15,5 | NC  | Ipsos        | 1 000       |
| 27 janvier 1990         | 2   | 8    | 29   | 29   | 13    | 13   | NC     | 11 %   | 26 %   | 11   | NC  | Ipsos        | 1 000       |
| 23 novembre 1989        | 1   | 9    | 30   | 30   | 11    | 11   | NC     | 11 %   | 27 %   | 11   | NC  | Ipsos        | 1 000       |
| 26 octobre 1989         | 2   | 9    | 30,5 | 30,5 | 13    | 13   | NC     | 10 %   | 27 %   | 8,5  | NC  | Ipsos        | 1 000       |
| 23 août 1989            | 2   | 9    | 30   | 30   | 15    | 15   | NC     | 12 %   | 23 %   | 9    | NC  | Ipsos        | 1 000       |
| 10 février 1989         | 3   | 9    | 36   | 36   | 5,5   | 5,5  | NC     | 14 %   | 25 %   | 7,5  | NC  | Ipsos        | 972         |
| 24 janvier 1989         | 2   | 9    | 35,5 | 35,5 | NC    | NC   | NC     | 13 %   | 27 %   | 8    | NC  | Ipsos        | 1 000       |
| 23 décembre 1988        | 3   | 10   | 38   | 38   | NC    | NC   | NC     | 15 %   | 26 %   | 8    | NC  | Ipsos        | 1 000       |
| 21 novembre 1988        | 2   | 10   | 39   | 39   | NC    | NC   | NC     | 14 %   | 27 %   | 8    | NC  | Ipsos        | 961         |

### Victoire souhaitée
| Sondeur | Date                | Échantillon | Victoire de la gauche | Victoire de la droite | Autres et sans opinion |
| ------- | ------------------- | ----------- | --------------------- | --------------------- | ---------------------- |
| Sondeur | Date                | Échantillon |                       |                       |                        |
| Ipsos   | 7 au 9 janvier 1993 | 1 000       | 30                    | 45                    | 25                     |

## Projections en sièges
| Sondeur   | Date                  | Échantillon | EXG   | PCF             | PS DVG              | Écolog.           | RPR UDF DVD         | FN            |
| --------- | --------------------- | ----------- | ----- | --------------- | ------------------- | ----------------- | ------------------- | ------------- |
| Sondeur   | Date                  | Échantillon |       |                 |                     |                   |                     |               |
| Résultats | 28 mars 1993          | —           | 0 0 % | 24 4 %          | 57 10 %             | 0 0 %             | 472 82 %            | 1 0 %         |
| BVA       | 15 au 20 janvier 1993 | 2 033       | NC    | 18 - 30 3 - 5 % | 124 - 136 21 - 24 % | 56 - 67 10 - 12 % | 330 - 348 57 - 60 % | 1 - 2 0 - 0 % |
| CSA       | 18 et 19 janvier 1993 | 808         | NC    | 24 4 %          | 110 19 %            | 7 1 %             | 412 71 %            | 2 0 %         |
| Ipsos     | 7 au 9 janvier 1993   | 1 046       | NC    | 28 5 %          | 83 14 %             | 4 1 %             | 439 76 %            | 1 0 %         |
| BVA       | 2 décembre 1992       | NC          | NC    | 17 3 %          | 115 20 %            | 5 1 %             | 418 72 %            | 0 0 %         |